# Linda Vista, Santa Catarina Loxicha
Linda Vista är en ort i Mexiko.   Den ligger i kommunen Santa Catarina Loxicha och delstaten Oaxaca, i den sydöstra delen av landet, 400 km sydost om huvudstaden Mexico City. Linda Vista ligger 1 428 meter över havet och antalet invånare är 114.
Terrängen runt Linda Vista är kuperad åt sydväst, men åt nordost är den bergig. Runt Linda Vista är det ganska glesbefolkat, med 39 invånare per kvadratkilometer. Närmaste större samhälle är San Agustín Loxicha, 14,4 km sydost om Linda Vista. I omgivningarna runt Linda Vista växer huvudsakligen savannskog.